# 東京都道450号新荒川葛西堤防線
東京都道450号新荒川葛西堤防線（とうきょうとどう450ごう しんあらかわかさいていぼうせん）は東京都足立区江北から江戸川区篠崎町に至る特例都道である。延長約33km。

## 起点・終点
荒川や綾瀬川、中川の堤防や旧葛西海岸堤防沿いに、江戸川区臨海町まで南下。そこから旧江戸川の堤防沿いに北上する。途中、放射16号線を通る経路も存在する。また足立区内には支線も存在する。
本線
- 起点：東京都足立区江北二丁目[1]（江北氷川神社前交差点）
- 終点：東京都江戸川区篠崎町三丁目[1]（ポニーランド前交差点）

支線
- 起点：東京都足立区扇二丁目
- 終点：東京都足立区足立四丁目

補助第136号線の一部。
大木北町から関原の森入口交差点手前の間は事業中。
関原の森入口交差点から終点付近の間は2021年（令和3年）3月29日に部分開通。
扇一丁目から大木北町の間は2023年（令和5年）7月12日に部分開通。
旧線
清砂大橋通り部分に対応する旧道がある。江戸川区球場前の名無し交差点から南下し、旧葛西海岸堤防に沿って新左近川親水公園、さくら橋交差点（左近通り）、将監の鼻、堀江団地交差点（環七通り）、南葛西陸橋交差点を通り、旧江戸川沿いに北上して現道に接続する。20キロポストも残っている。現在は江東区道である。
また、この旧道が本道であり、現道の清砂大橋通り部分は1号支線である。（葛西駅の南西、新田仲町通りとの交点あたりに支線番号1の20.4kmヘクトポストが設置されている）

## 通過する自治体
- 東京都
  - 足立区
  - 葛飾区
  - 江戸川区

## 通称
- 平和橋通り：千住新橋北詰交差点 - 小菅中の橋北交差点（東京都道308号千住小松川葛西沖線との重複区間）
- 清砂大橋通り：清新一中北交差点 - 東葛西四丁目（放射16号線区間）
- 篠崎街道：新大橋通り交点（江戸川3丁目） - 江戸川3丁目
- 江北橋通り：尾久橋通り交点（扇二丁目） - 梅田交差点 ※支線

## 重複するおもな道路
- 東京都道501号王子金町市川線：江北二丁目 - 江北橋東交差点
- 東京都道308号千住小松川葛西沖線：千住新橋北詰交差点 - 小菅中の橋北交差点

## 接続するおもな道路
| 交差する道路                                                    | 交差する道路                                                    | 交差点名       | 所在地   |
| --------------------------------------------------------------- | --------------------------------------------------------------- | -------------- | -------- |
| 東京都道106号東京鳩ヶ谷線                                       | 東京都道107号東京川口線                                         | 江北氷川神社前 | 足立区   |
| 東京都道501号王子金町市川線                                     | -                                                               |                | 足立区   |
|                                                                 | 東京都道501号王子金町市川線                                     | 江北二丁目     | 足立区   |
| 東京都道・埼玉県道58号台東川口線                                | 東京都道・埼玉県道58号台東川口線                                | 扇大橋北詰     | 足立区   |
| 東京都道461号吾妻橋伊興町線                                     | -                                                               | 本木一丁目     | 足立区   |
| 国道4号                                                         | 国道4号                                                         | 千住新橋北詰   | 足立区   |
| 東京都道308号千住小松川葛西沖線（支線）                         | -                                                               |                | 葛飾区   |
| 東京都道308号千住小松川葛西沖線                                 | -                                                               | 小菅中の橋北   | 葛飾区   |
| 東京都道314号言問大谷田線                                       | -                                                               |                | 葛飾区   |
| 国道6号（間接）                                                 |                                                                 |                | 葛飾区   |
| -                                                               | 東京都道449号新荒川堤防線                                       | 木根川橋東詰   | 葛飾区   |
| 東京都道315号御徒町小岩線（間接）                               | -                                                               |                | 葛飾区   |
| 国道14号（間接）                                                | 国道14号（間接）                                                |                | 江戸川区 |
| 東京都道50号東京市川線                                          | -                                                               |                | 江戸川区 |
| 東京都道10号東京浦安線                                          | -                                                               |                | 江戸川区 |
| 東京都道10号東京浦安線（支線）・東京都道308号千住小松川葛西沖線 | 東京都道10号東京浦安線（支線）・東京都道308号千住小松川葛西沖線 | 清新一中北     | 江戸川区 |
| 東京都道318号環状七号線                                         | 東京都道318号環状七号線                                         | 東葛西七丁目   | 江戸川区 |
| 東京都道10号東京浦安線                                          | -                                                               | 浦安橋         | 江戸川区 |
| 東京都道50号東京市川線                                          |                                                                 |                | 江戸川区 |
| 東京都道501号王子金町市川線                                     | -                                                               |                | 江戸川区 |
| 篠崎街道                                                        | 東京都道451号江戸川堤防線                                       | ポニーランド前 | 江戸川区 |

本線
- 東京都道106号東京鳩ヶ谷線（鳩ヶ谷街道）・東京都道107号東京川口線 - 江北氷川神社前交差点（足立区江北）
- 東京都道501号王子金町市川線（江北バス通り） - 名称無し交差点（足立区江北）
- 東京都道501号王子金町市川線・東京都道58号台東川口線支線（江北橋通り） - 江北橋東交差点（足立区江北）
- 東京都道58号台東川口線（尾久橋通り） - 扇大橋北詰交差点（足立区扇）
- 本木新道 - 本木一丁目交差点（足立区本木）
- 東京都道461号吾妻橋伊興町線（尾竹橋通り） - 西新井橋北詰交差点（足立区関原）
- 国道4号（日光街道） - 千住新橋北詰交差点（足立区）※東京都道308号千住小松川葛西沖線起点
- 東京都道308号千住小松川葛西沖線支線 - 名称無し交差点（葛飾区小菅）
- 東京都道308号千住小松川葛西沖線（平和橋通り） - 小菅中の橋北交差点（葛飾区小菅）
- 東京都道314号言問大谷田線（川の手通り） - 名称無し交差点（葛飾区堀切）※立体交差（アンダーパス）
- 国道6号（水戸街道） -名称無し交差点（葛飾区四つ木）
- 東京都道449号新荒川堤防線支線（木根川橋） - 木根川橋東詰交差点（葛飾区四つ木）
- 蔵前橋通り（東京都道315号御徒町小岩線） - 名称無し交差点（葛飾区西新小岩）
- 五分一通り - 名称無し交差点（江戸川区松島）
- 国道14号（京葉道路）・今井街道 - 名称無し交差点（江戸川区西小松川町）
- 東京都道50号東京市川線（新大橋通り） - 名称無し交差点（江戸川区船堀）
- 東京都道10号東京浦安線（葛西橋通り） - 名称無し交差点（江戸川区西葛西）
- 東京都道10号東京浦安線支線（清砂大橋通り） - 清新一中北交差点（江戸川区清新町）
- 東京都道308号千住小松川葛西沖線（船堀街道） - 清新一中北交差点（江戸川区清新町）
- 東京都道318号環状七号線（環七通り） - 東葛西七丁目交差点（江戸川区東葛西）
- 東京都道10号東京浦安線（葛西橋通り） - 浦安橋交差点（江戸川区東葛西）
- 東京都道50号東京市川線（新大橋通り） - 名称無し交差点（江戸川区江戸川）
- 東京都道501号王子金町市川線（柴又街道） - 名称無し交差点（江戸川区江戸川）
- 東京都道451号江戸川堤防線（篠崎街道） - ポニーランド前交差点（江戸川区篠崎町）

支線（江北橋通り）
- 東京都道58号台東川口線（尾久橋通り:本線・江北橋通り:支線） - 名称無し交差点（足立区扇）
- 東京都道461号吾妻橋伊興町線（尾竹橋通り） - 関原の森入口交差点（足立区関原）
- 国道4号（日光街道）・東京都道467号千住新宿町線（江北橋通り） - 梅田交差点（足立区足立）